# Pöllau
Pöllau est une commune autrichienne du district de Hartberg en Styrie.